# Kotschkor-Ata

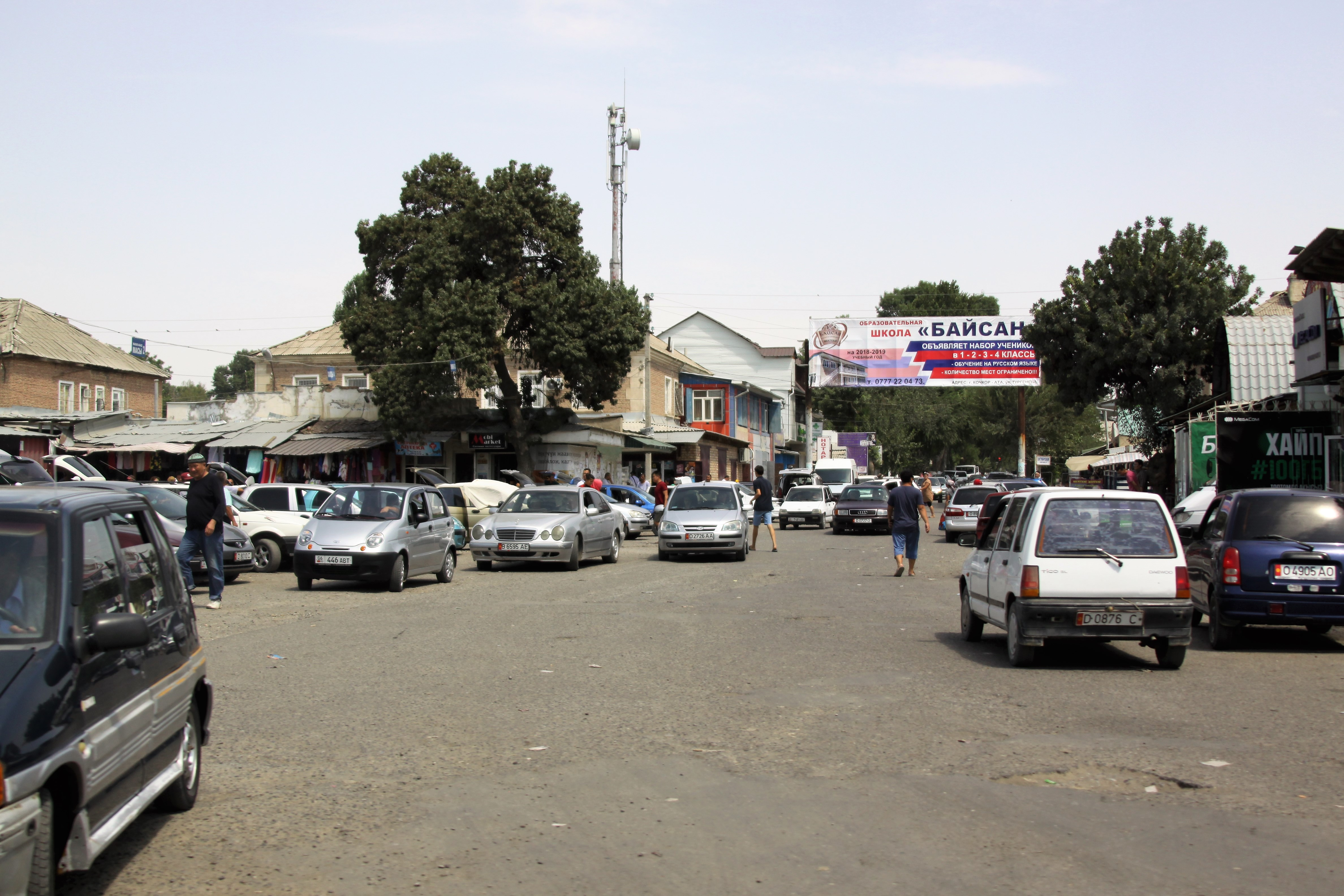
Basar der Stadt

Kotschkor-Ata (kirgisisch Кочкор-Ата) ist eine Stadt in dem kirgisischen Oblus Dschalal-Abad, unmittelbar an der Grenze zu Usbekistan mit 18.114 Einwohnern (Stand 2022).

## Geschichte
Die Stadt wurde im Jahr 1952 in der damaligen Kirgisischen Sozialistischen Sowjetrepublik zur Erschließung eines nahegelegenen Gasfelds gegründet. 2003 wurden Kotschkor-Ata die Stadtrechte verliehen. Die Stadt verzeichnet einen zunehmenden chinesischen Einfluss, unter anderem durch den Landerwerb durch chinesische Unternehmen.

### Einwohnerentwicklung
| Messung     | Einwohnerzahl |
| ----------- | ------------- |
| Zensus 1979 | 13.107        |
| Zensus 1989 | 16.149        |
| Zensus 1999 | 16.104        |
| Zensus 2009 | 14.814        |
| 2022        | 18.114        |

## Wirtschaft

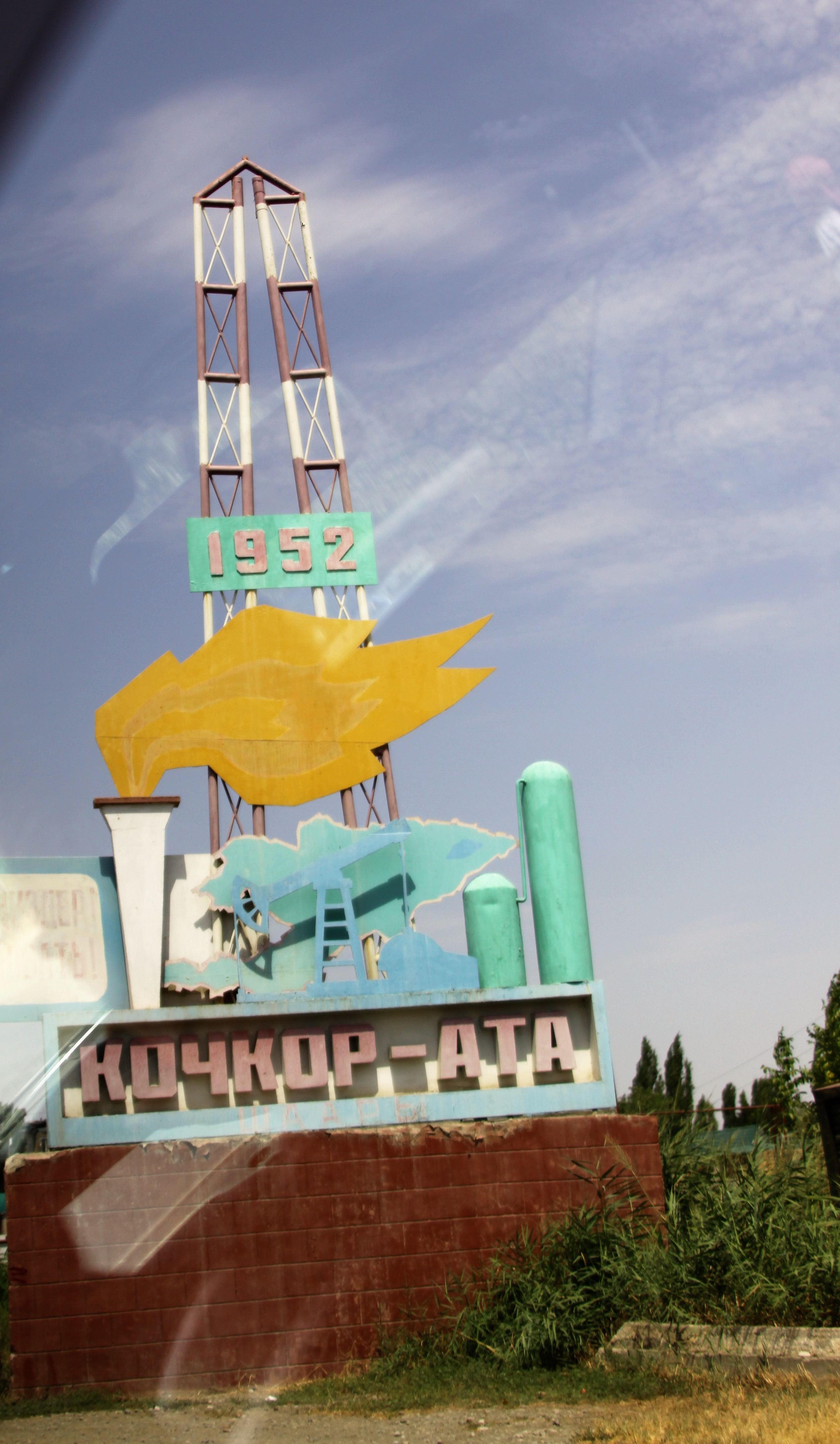
Ortseingang Kotschkor-Ata

Während der sowjetischen Herrschaft über die Region war die Stadt für ihre Öl- und Gasvorkommen bekannt. Seit der Unabhängigkeit Kirgisistans sind diese Vorkommen weitestgehend in den Besitz chinesischer Geschäftsleute übergegangen. Die Wirtschaft des Orts profitiert von der Lage der Stadt an wichtigen Verkehrsrouten, die die Stadt unter anderem mit Bischkek im Nordosten und Osch im Süden verbinden. Zentraler Handelsplatz ist der Basar der Stadt.
Das B. Osmonov-College Kotschkor-Ata gehört zur Staatlichen Universität Dschalal-Abad.

## Sport
Der kirgisische Fußballverein FC Neftchi Kochkor-Ata ist in der Stadt beheimatet. Aktuell tritt er in der erstklassigen Top Liga an. Das 5000 Zuschauer fassende Stadion Neftyannik Kochkor-Ata zählt zu den markantesten Bauwerken der Stadt.

## Söhne und Töchter der Stadt
- Mirlan Mursajew (* 1990), kirgisischer Fußballspieler